# Cumbre de Chicago de 2012

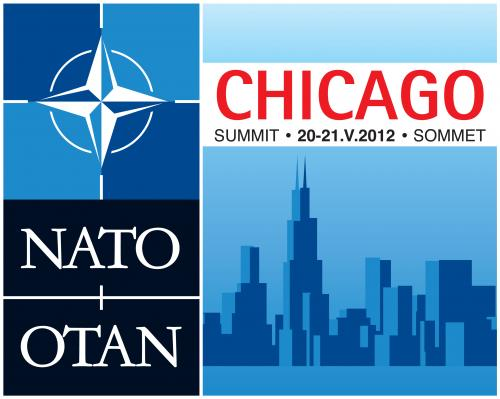
Logo oficial de la cumbre de la OTAN de Chicago

La Cumbre de Chicago de 2012 fue la reunión de jefes de Estado y de Gobierno de los Estados miembros de la OTAN celebrada en Chicago los días 20 y 21 de mayo de 2012. En representación de España asistió el presidente del gobierno Mariano Rajoy.

## Desarrollo
Como ya ocurriera en la cumbre anterior celebrada en Lisboa en 2010, la Guerra de Afganistán fue de nuevo el tema estrella, sobre todo después del anuncio hecho por el presidente François Hollande de que Francia adelantaría la retirada de sus tropas de la ISAF.
En la conferencia de prensa que ofreció el presidente norteamericano Barack Obama al finalizar la cumbre manifestó que se había «acordado una clara hoja de ruta para el final responsable de la guerra en Afganistán», que, a pesar de la decisión francesa, confirmaba el plan de transición de retirar el grueso de las fuerzas de la ISAF a finales de 2014, cediendo la seguridad del país al propio ejército afgano. «Salimos de Chicago con una Alianza que es más fuerte, más capaz y mejor preparada para el futuro», manifestó el presidente norteamericano, aunque reconoció que en los dos años que restaban la tarea iba a ser difícil ya que los talibanes no habían sido derrotados, pero confiaba en que durante ese tiempo se fortalecieran las estructuras políticas y militares de Afganistán. También se confirmó el compromiso de la OTAN con Afganistán después de 2014, mediante la asistencia militar y económica al ejército y al gobierno afganos. Para esto último se pensaba celebrar una "conferencia de donantes" en Japón en julio de ese mismo año.
El otro gran tema del que se ocupó el presidente Obama durante la cumbre fue el de Pakistán, cuyas relaciones con Estados Unidos y con la OTAN eran muy tensas debido a la negativa pakistaní a reabrir las rutas de abastecimiento de la ISAF que atraviesan su país, cerradas como represalia por un bombardeo de la OTAN en el que murieron civiles pakistaníes. Obama se entrevistó con el presidente pakistanía Asif Ali Zardari, y a la salida de la reunión manifestó que «Pakistán tiene que ser parte de la solución» a la guerra de Afganistán, aunque no aclaró si se había resuelto la crisis.